# Vera von Pentz
Vera von Pentz (* 16. Dezember 1966 in Essen) ist eine deutsche Juristin und seit 2009 Richterin am Bundesgerichtshof (BGH).

## Werdegang

### Studium und Stationen
Vera von Pentz studierte Rechtswissenschaften in Göttingen, Genf und Heidelberg. Sie begann ihre Karriere im Justizdienst 1994, wo sie zunächst bei den Staatsanwaltschaften in Mannheim und Heidelberg sowie am Amts- und am Landgericht Heidelberg verwendet wurde. 1997 wurde Vera von Pentz zur Richterin am Landgericht Heidelberg ernannt. 2000 bis 2004 war sie an den Bundesgerichtshof abgeordnet, wo sie als Wissenschaftliche Mitarbeiterin im VI. Zivilsenat tätig war. Richterin am Oberlandesgericht Karlsruhe wurde sie dann 2005.

### Richterin am Bundesgerichtshof
Im Januar 2009 wurde sie zur Richterin am Bundesgerichtshof ernannt. Am BGH gehört sie dem VI. Zivilsenat des Gerichts an, dessen stellvertretende Vorsitzende sie seit Dezember 2016 ist. Der VI. Senat ist vor allem zuständig für Fälle aus dem Deliktsrecht. Von 2010 bis Ende 2019 war sie darüber hinaus Mitglied des Senats für Notarsachen des BGH.

### Fachpublikationen
Vera von Pentz  ist Mitherausgeberin der Zeitschrift für Medien- und Kommunikationsrecht (AfP) und der Zeitschrift Medizinrecht (MedR) sowie Mitglied des Herausgeberbeirats der Zeitschrift Versicherungsrecht (VersR).